# Championnat du monde féminin de curling 1984
Navigation
Édition précédente Édition suivante
Le Championnat du monde féminin de curling 1984, sixième édition des championnats du monde de curling, a eu lieu du 25 au 30 mars 1984 à Perth, au Royaume-Uni. Il est remporté par le Canada.